# Ewa (Distrikt)
Ewa ist als Teil des Wahlkreises Anetan ein Distrikt des pazifischen Inselstaates Nauru im Nordteil der Insel. Er grenzt an Baiti im Westen, an Anetan im Osten und an Anabar im Süden. Ewa ist 1,2 km² groß und hat 537 Einwohner. Auf dem Gebiet Ewas liegen der nördlichste Punkt Naurus, Kap Anna, sowie der Ort Arubo, benannt nach dem früheren Namen eines dortigen Landstücks.
Friedrich Gründl, der erste katholische Priester auf Nauru, ließ sich Ende 1902 in Arubo nieder und ließ je eine katholische Grundschule und Kirche bauen. Die damalige Schule ist heute die größte Privatschule in Nauru, das katholische Kayser College. Zudem ist in Ewa der Sitz des größten nauruischen Privatunternehmens, Capelle & Partner.